# Pièce de 100 francs La Fayette
Pour les articles homonymes, voir 100 francs.
La pièce de 100 francs français La Fayette est une pièce commémorative française émise en 1987.

## Frappes
| Millésime | Tirage    | Remarques |
| --------- | --------- | --------- |
| 1987      | 1 850     | essai     |
| 1987      | 25 000    | BU        |
| 1987      | 4 795 815 |           |